# قمعية مهدبة
القِمَعية المهدبة (باللاتينية: Digitalis ciliata) نوع نباتي يتبع جنس القِمَعية من الفصيلة الحملية.